# Fatta eld (album)
För andra betydelser, se Fatta eld (olika betydelser).
Fatta eld, musikgruppen Fattarus debutalbum som släpptes 2001 av Redline Records/Virgin.

## Låtförteckning
1. Presentation
2. Babylon (feat. Fjärde Världen)
3. Salut
4. Mellanspel
5. Mina hundar (feat. Hannibal)
6. Festen är här (feat. 4e Världen, Ison & Fille)
7. Vafan troru
8. Mer bounce (Hack Hack)
9. Mellanspel
10. Bättre bättre, dag för dag
11. Första femman (feat. 4e Världen)
12. Mingus
13. Gul å blå del två
14. Hela natten lång
15. Söt du är